# Daniel Alejandro García
Daniel Alejandro García (Guadalajara, Jalisco; 26 de junio de 1999) es un futbolista mexicano, juega como Mediocampista y su equipo actual son los Leones Negros de la Liga de Expansión MX.

## Trayectoria
Formación en Leones Negros de la UdeG y Debut
Empezó a jugar en las fuerzas básicas de los Leones Negros en 2014, teniendo actividad con la categoría sub-15 cuando el equipo estuvo en primera división. Cuando los melenudos descendieron, tuvo actividad con el equipo de Tercera División y de Liga Premier. Con el equipo de Tercera División obtuvo el campeonato de la temporada 2015-16, tras derrotar a Jiquipilas Valle Verde con marcador global de 6-5. En 2018 llegó a la final de la Serie B de la Segunda División, la cual perdieron con marcador global de 6-1 ante Orizaba FC.
Debutó con el primer equipo el 16 de enero de 2019, siendo titular en una derrota de su equipo por 0-2 ante Pumas UNAM por copa. Un mes después, el 5 de febrero, anotó su primer gol con el primer equipo, tras un tiro libre en un partido de copa ante Atlas. En liga de ascenso debutó el 15 de septiembre de 2019, entrando de cambio por Carlos Baltazar en una victoria de su equipo por 2-0 ante Club Celaya.